# Deane Pieters
Deane Anthony Pieters (Perth, 30 de julio de 1968) es un deportista australiano que compitió en natación.
Ganó dos medallas de plata en el Campeonato Pan-Pacífico de Natación en los años 1991 y 1993. Participó en los Juegos Olímpicos de Barcelona 1992 donde ocupó el octavo lugar en la prueba de 4 × 200 m libre.

## Palmarés internacional
| Campeonato Pan-Pacífico | Campeonato Pan-Pacífico | Campeonato Pan-Pacífico | Campeonato Pan-Pacífico |
| Año                     | Lugar                   | Medalla                 | Prueba                  |
| ----------------------- | ----------------------- | ----------------------- | ----------------------- |
| 1991                    | Edmonton (Canadá)       | Medalla de plata        | 4 × 200 m libre         |
| 1993                    | Kobe (Japón)            | Medalla de plata        | 4 × 200 m libre         |